# موسيقى مسيحية
| القداس الجليل على يوتيوب احدى أهم اعمال لودفيج فان بيتهوفن الدينية |
| —اوركسترا ألمانية.                                                 |

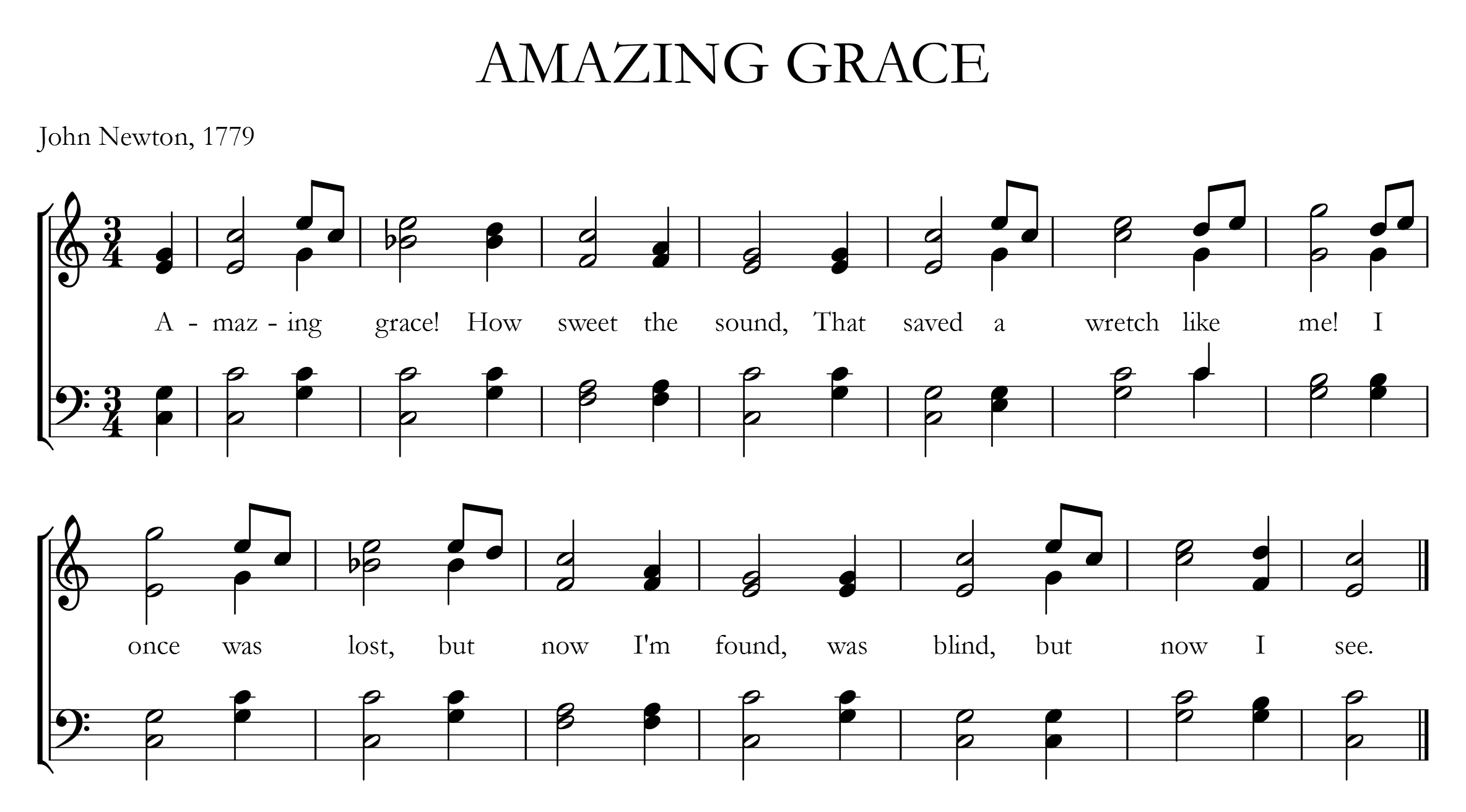
مقطوعة لترنيمة نعمة مدهشة، الترنيمة الأكثر شهرة من بين جميع الترانيم الشعبية.

الموسيقى المسيحية استخدمت في طقوس العبادة والصلوات المسيحية. واخذ الغناء شكل فردي وجماعي، وشكل جوقة أو خُورُس. في القرن الرابع بعد انتهاء عصر اضطهاد المسيحيين قام آباء الكنيسة بتأسيس نظام للطقوس الدينية المؤلفة من الأناشيد التي ُترنم في المناسبات المختلفة طوال السنة، وقام بكتابة كلمات وموسيقى الأناشيد الدينية وتأثروا من الشعر الغنائي في العهد القديم أو المزامير. ثم اخذت كل كنيسة تضع موسيقى واناشيد خاصة فيها، وقد هذب البابا غريغوري الأول الموسيقى اللاتينية الكنسية فاحدث الترانيم الغريغورية وهي ألحان في الكتاب المقدس للموسيقى الكنسية اللاتينية. ويعتبر فن موسيقي غنائي جاد، ذو سير لحني غير مرافق بآلات موسيقية. ويرتكز الغناء الغريغوري على ثمانية سلالم موسيقية.

## تاريخ

### الموسيقى المسيحية المبكرة

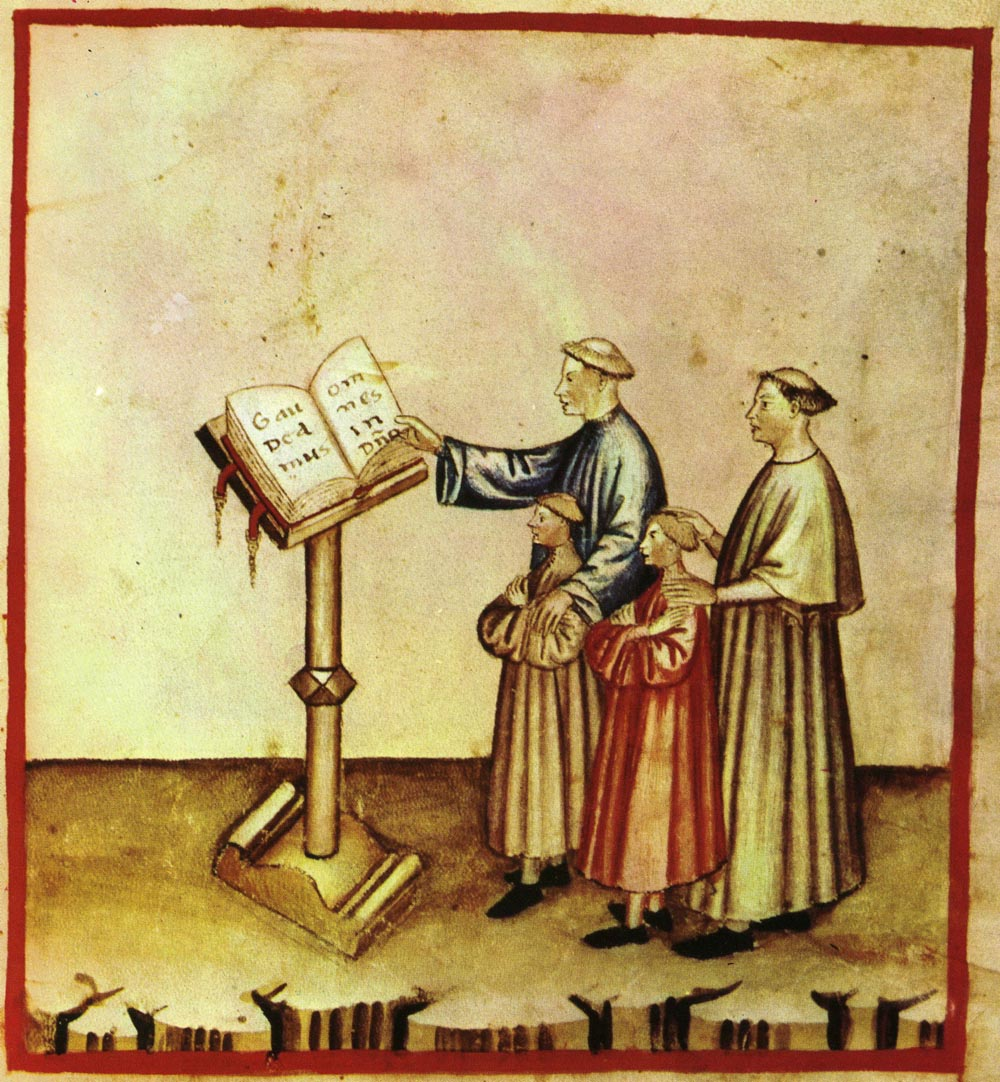
ترانيم كنسيّة، كتاب تقويم الصحة، تعود للقرن الرابع عشر.

في بدايات المسيحية استعمل المسيحيون نفس الموسيقى الموجودة عند اليهود، إذ كان المسيحيون يرتلون في طقوسهم المزامير بنفس الألحان القديمة المستعملة عند اليهود بأسلوب يدعى “التنغيم البسيط”. كما أخذ المسيحيون بدورهم بتأليف تراتيل جديدة سميت (المزامير الخاصة) وصلنا منها ترتيلة “يا نوراً بهياً” التي تقال في صلاة الغروب حتى اليوم والذي تعد أقدم ترتيلة مسيحية وصلت إلينا، وكذلك المجدلة “المجد لك يا مظهر النور”. السجل الوحيد في الانجيل للموسيقى الدينية كان خلال العشاء الأخير للتلاميذ قبل صلب المسيح. خارج الإنجيل، هناك إشارات للموسيقى المسيحية تعود إلى بولس الذي قام بتشجيع أهل أفسس وكولوسي لإستخدام المزامير، التراتيل والأغاني الروحية خلال اجتماعاتهم الدينية. التدوين الموسيقي كان بنفس أسلوب اليهود باستعمال الحروف الأبجدية، كذلك استخدم المسيحيون الاساليب اليونانية في التدوين التي تعتمد أيضاً على الحروف الأبجدية.
في وقت لاحق، كانت هناك إشارة تعود لبلينيوس الأصغر الذي كتب إلى الإمبراطور تراجان (61-113) طالبًا الحصول على المشورة حول كيفية ملاحقة المسيحيين في البيثنية، واصفًا ممارساتهم بالاجتماع قبل طلوع الشمس وتكرار ترنيمة «ترنيمه للمسيح والله». غالبًا ما كانت التراتيل مقاطع من المزامير. وفقًا للمؤرخ سقراط من القسطنطنية أخذت الترانيم شكلها البارز في العبادة المسيحية بسبب أغناطيوس الأنطاكي (توفي عام 107).
تم استخدام الأدوات الموسيقية في وقت مبكر الا أنه يبدو أنها أثار استعمالها بعض الجدل. في أواخر القرن الرابع أو أوائل القرن الخامس كتب القديس جيروم كتب تحفظاته حول استعمال الآلات الموسيقية في القداس. ويعتقد ان جهار الأورغ الموسيقي التقليدي ظهر في الكنائس خلال الفترة البابوية للبابا فيتالين في القرن السابع.

### من القرن الرابع حتى القرن الرابع عشر

#### الموسيقى المسيحية في العالم الشرقي

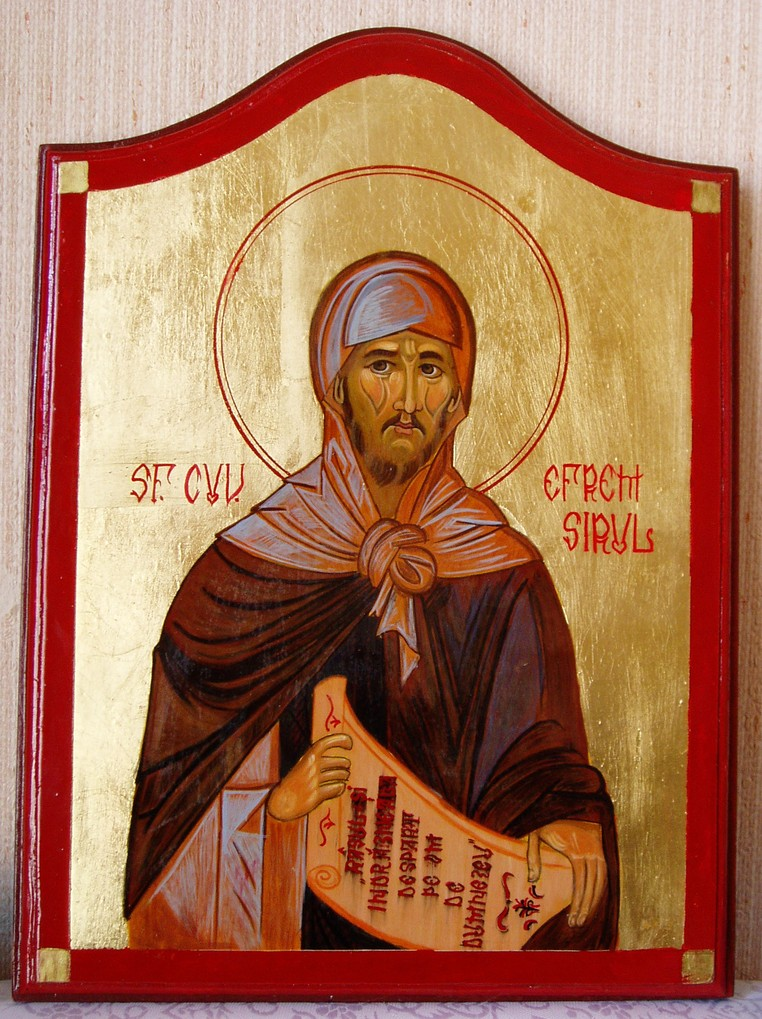
أفرام السرياني من رواد كتاب وشعراء الترانيم المسيحية.

في القرن الرابع ظهرت بعض الخلافات العقائدية بين المسيحيين حول طبيعة المسيح وقد عَمد القديس أفرام السرياني الذي كان شاعرًا إلى مجابهة ما كان بالنسبة له هرطقات بتأليف التراتيل وتلحينها وتعليمها ومن أجل هذه الغاية ظهرت الحاجة إلى وضع نظام للموسيقا الكنسية، فاستشار علماء الموسيقا في عصره وعَمد إلى الأخذ عن الموسيقى الفارسية المبنية على اثني عشر لحنًا (اثني عشر مقاماً) وهي مأخوذة بدورها عن موسيقا بلاد بين النهرين.
في القرن السادس أول من وضع نظامًا موسيقيًا مبنيًا على ثمانية ألحان هو سويرس السرياني أسقف إنطاكية وتم توزيع الألحان إلى أربع ألحان أصلية وأربع ألحان مشتقة. اللحن يعني تصنيفاً موسيقياً يُعتمد في تحديده على السلم الموسيقي والمجال اللحني ودرجة القرار النهائي، وهكذا تكون جميع التراتيل التي يتبع لحنها مجالاً لحنياً معيناً أو قراراً معيناً ضمن نفس اللحن أي ضمن نفس التصنيف اللحني.
هذا التصنيف الثماني الألحان كان أساس الموسيقى الكنسية السريانية والبيزنطية وكذلك أساس الموسيقى الغربية أيضًا، إذ أن البابا غريغوريوس الذي وضع نظام ترنيم الكنيسة اللاتينية المعروف بالترنيم الأمبروسي أو الغريغوري أخذ هذا النظام عن الشرق مستعملاً أسس الموسيقى الكنسية الشرقية المبنية على ألحان ثمانية، وقد عرف البابا غريغوريوس هذا النظام بحكم أنه كان موظفاً في البلاط القسطنطيني قبل أن يصبح أسقفًا.
في القرن الثامن ثبت القديس يوحنا الدمشقي التقسيم إلى ثمانية ألحان في الموسيقا الكنسية بتأليفه كتاب الأكتويخس (أي الألحان الثمانية) وهو عبارة عن تراتيل مقسمة حسب الألحان لكل لحن تراتيله الخاصة، كما ألف تراتيل كنسية كثيرة ووضع ألحانها بمشاركة مجموعة من الرهبان الدمشقيين هم القديس قزما الدمشقي والقديس اندراوس أسقف كريت الدمشقي الأصل والقديس ثيوفانس الذي صار أسقفاً على إزمير. في القرن العاشر تم تنصر بلاد الروس فأخذوا بنظام الترتيل المعمول فيه بالشرق وسرعان ما طوروا به وأنشأوا ألحانًا تبعًا لذوقهم الخاص، إلا أنهم في مرحلة لاحقة تبنوا النظام الموسيقي الغربي المبني على تعدد الأصوات (الهارمونية).

#### الموسيقى المسيحية في العالم الغربي
تعود جذور الموسيقى المسيحية في أوروبا للعام 500 ميلادي حيث بدأت في تراتيل الكنائس ثم تطورت إلى ما عرف بالموسيقى عصر النهضة منذ مطلع القرنين الرابع عشر والخامس عشر والتي عرفت بمرحلة الفن الحديث جيث وصلت العلامات الموسيقية إلى درجة كبيرة من التقدم كما وصلت الموسيقى ذات الأنغام المتعددة إلى درجة كبيرة من التعقيد لم يسبق لها مثيل.
وفي أثناء أواخر القرن الخامس عشر ظهرت المدرسة البرجندية بزعامة وليم دوفاي وهي مدرسة موسيقة مسيحية راقية يرجع لها الفضل في ازدهار الموسيقى الغربية ذات الأنغام المتعددة خلال القرن السادس عشر ومن أبرز مؤلفي هذه المدرسة جوسكين دي برس وأولاندو دي لاسو وبنزوح مؤلفي المدرسة الفلمنكية إلى إيطاليا ظهرت بالبندقية المدرسة الموسيقية التي أسسها أدريان ويللارت وإنضم إليها أندريا وجوفاني جأبريللي وقد قام باليسرينا الذي كان ينافسه لاسو في عصر النهضة بتأسيس المدرسة الرومانية للموسيقى الكنيسة ذات الأنغام المتعددة والتي استمرت حتى أيام لويس الرابع عشر.

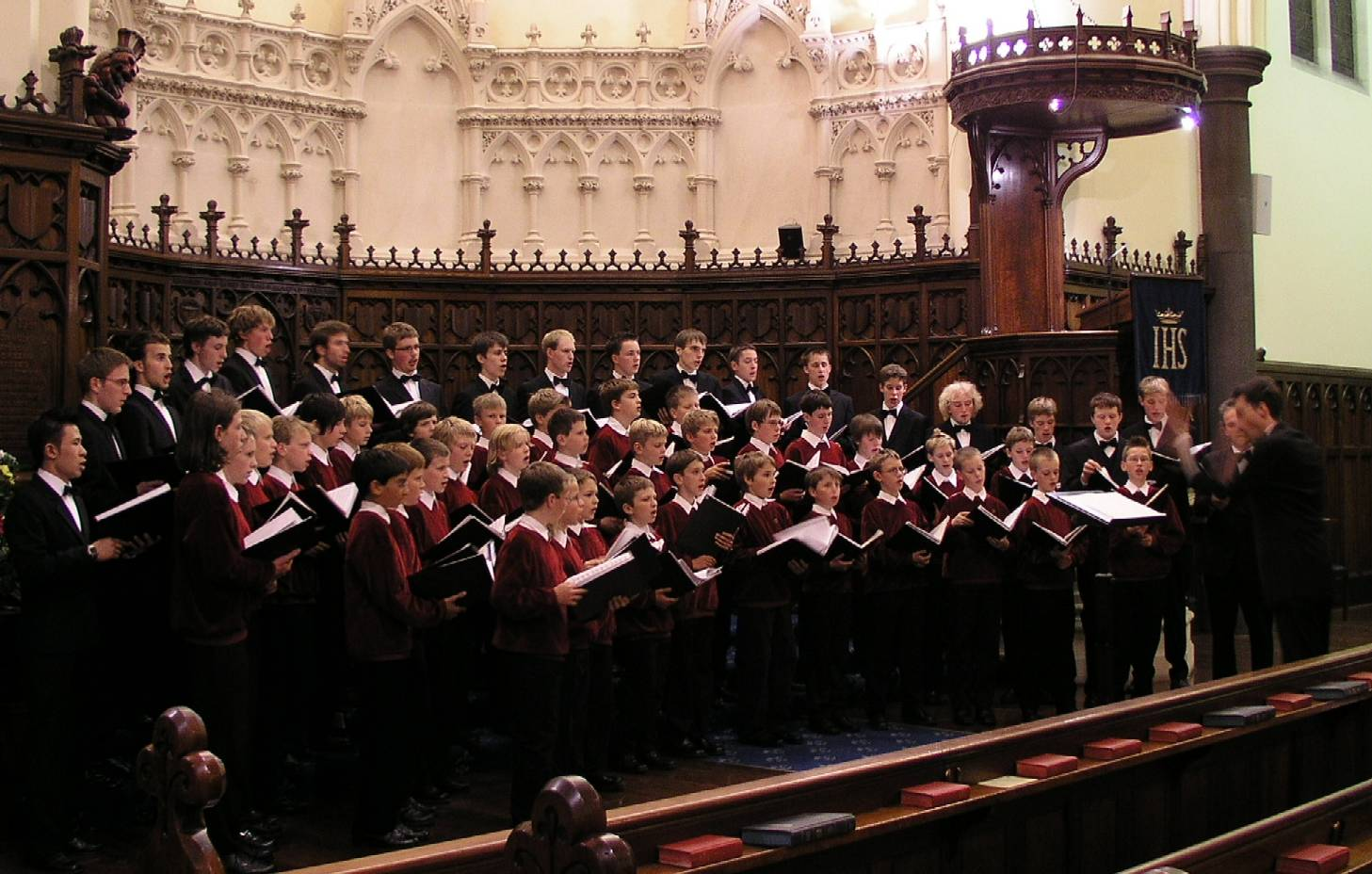
فرقة أوركسترا في بريطانيا، تعزف سمفونية هللويا لهاندل.

ومنذ عام 1750 حتى عام 1800 انتشرت الموسيقى التي عرفت فيما بعد بالموسيقى الكلاسيكية والتي إتسمت بظهور السيمفونيات الموسيقية المسيحية على أيدي عدد كبير من الموسيقيين البارزين مثل هايدن وموتزارت قبل أن تظهر موجة جديدة هي فترة ظهور الموسيقى الرومانسية خلال القرن التاسع عشر ويمثل بيتهوفن أوج المرحلة الكلاسيكية وبداية المرحلة الرومانسية في الموسيقى.
ان اللحن الذي يتابع خيطًا واحدًا بصوت منفرد أو صوت جماعة كان المبدأ الأول. ثم جاء تعدد الأصوات التي تتفاوت ألحانها داخل بهو الكنيسة المفعم بالروح الدينية حيث تنفرد الحناجر البشرية (الكورس) دون آلات موسيقية، ولقد أعطت البروتستانتية دفعة كبرى باتجاه حرية الموسيقي من الانتفاع من الموسيقى الدنيوية ومن الهارموني والتقنيات الأخرى. الإيطالي باليسترينا (1525-1594) نشأ ونضج تحت ظل البابوية الكاثوليكية وحتى رأى البابا فيه وفي موسيقاه حصنا منيعا في وجه موجات التجديد البروتستانتية التي ذهبت في مداها بعيدًا، ولكن من جهة أخرى، كانت موسيقاه حصنًا للدفاع عن الموسيقى ذاتها وإبقائها داخل حرم الكنيسة.

### القداس

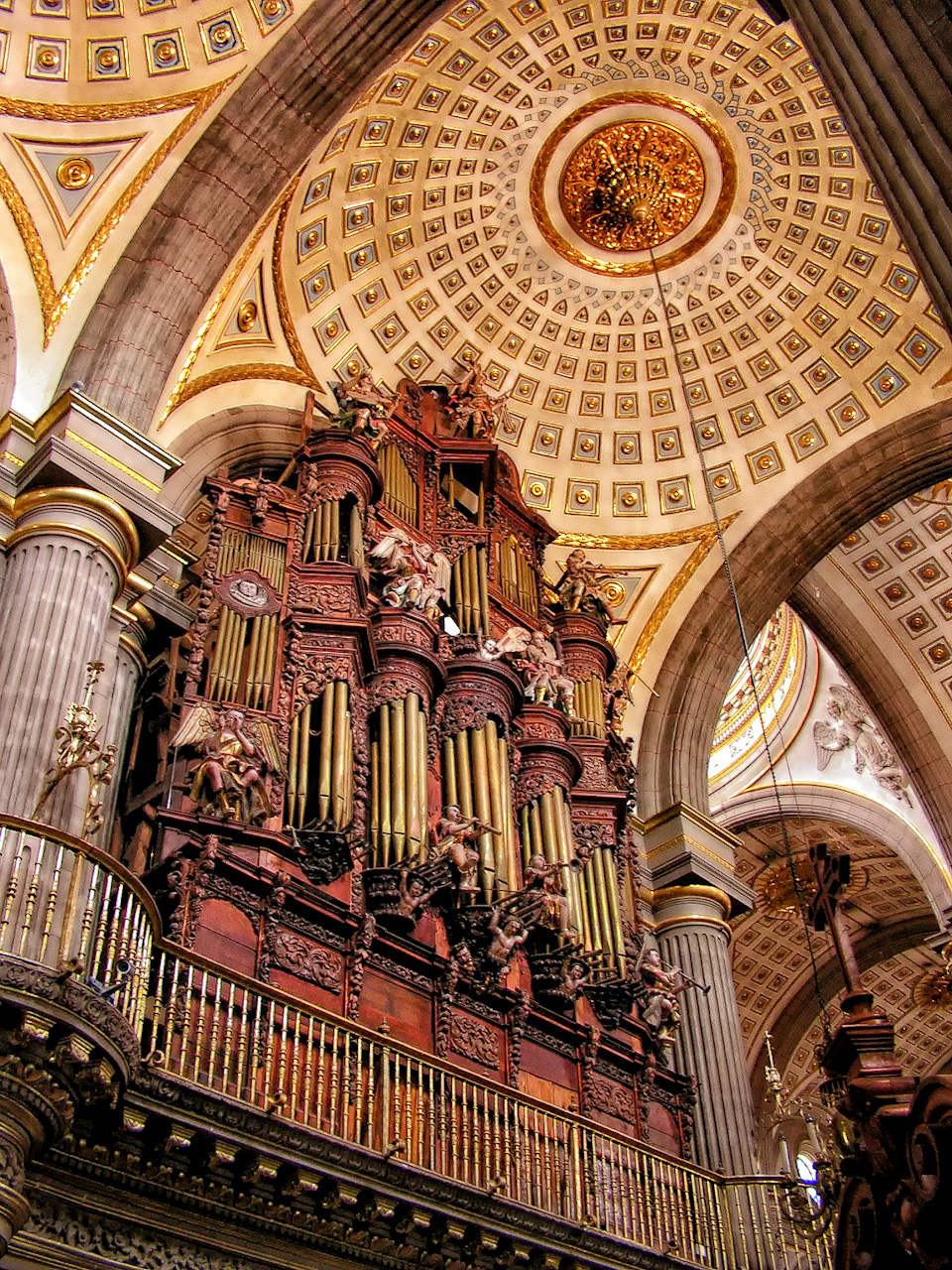
أورغ كاتدرائية ستراسبورغ ويستعمل كثيرًا في الموسيقى الليتورجيّة.

في القداس ترافه أشكال من الموسيقى الدينية التي ترتبط بأجزاء من القداس الإلهي أو الفخارستيا وهو أحد الأسرار السبعة المقدسة في الكنيستين الكاثوليكية والأرثوذكسية والأنجليكانية واللوثرية أو أحد السرين المقدسين في الكنيسة البروتستانتية. معظم التقاليد الموسيقية في الكنيسة الرومانية الكاثوليكية خلال القداس هي باللغة اللاتينية، وهي اللغة التقليدية للكنيسة الرومانية الكاثوليكية، ولكن هناك عددًا كبيرًا من ترانيم القداس مكتوبة في لغات البلدان الغير الكاثوليكية حيث كانت العبادة في اللغة العاميّة ذات قاعدة رئيسية ولها تقاليد طويلة. على سبيل المثال، هناك العديد من الترانيم في القداس مكتوبة باللغة الإنجليزية لكنيسة إنجلترا.
ترانيم القداس تتنوع بطرق مختلفة منها كبلا أي ترانيم ترافق صوت شخص وحيد، أو أنها يمكن أن تكون مصحوبة بأوركسترا كاملة. عمومًا تكوين القداس يتشكل بشكل ثابت من خمسة أقسام:
1. كرياليسون: هو مصطلح مسيحي معرب عن الجملة اليونانية Κύριε ἐλέησον، بمعنى «يا رب، إرحم».
2. المجد لله في العلى: وهو صلاة مسيحية تدعى أيضاً «المَجْدَلَة الكُبْرَى» (باللاتينية: Doxologia Major). إنها ترنيمة مديح ترنم أو تقال أثناء القداس الإلهي (حسب الطقس اللاتيني) بعد طلب الغفران.
3. أنا أؤمن بالله واحد: أو قانون الإيمان النيقاوي.
4. نشيد التقديس: ترتيلة قُدُّوس (باللاتينية: Sanctus) هو ترنيمة طقسية مسيحية. نجد الشطرين الأولين منها داخل نشيد الـ(باللاتينية: Te Deum) اللاتيني. تدعى هذه الترنيمة بالطقس البيزنطي «نشيد الملائكة والفتيان».
5. حمل الله.

قائمة كبيرة من الملحنين والموسيقيين الذين انتجوا أعمال فنية سميت «بالموسيقى المقدسة» بما في ذلك ملحنين أمثال بيير دي لا رو، بيدرو دي اسكوبار، أنطوان دي فيفين، موراليس، باليسترينا، توماس لويس دي فيكتوريا، موزارت، برليوز، برامز، بروكنر، ودفورجاك، فريدريك دليوس، فور، يزت، فيردي، هربرت هاولز، سترافينسكي، بريتن، هينز وأندرو لويد ويبر.

### التراتيل

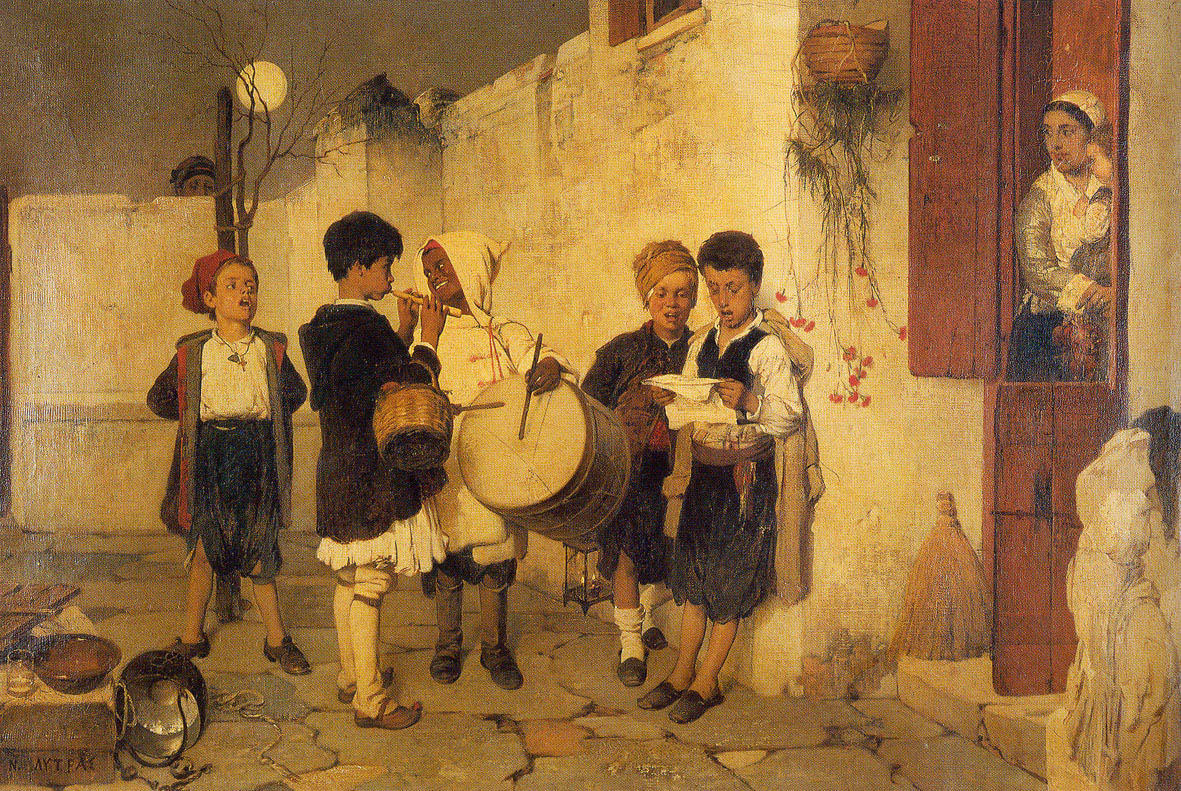
لوحة لأطفال من المرنمين.

شكلت التراتيل على مر العصور، موضوعًا لعدد من الأناشيد والقصائد الملحنة في الكنيسة والمجتمع، وغالبًا ما يكون لهذه التراتيل ذات الطابع الشعبي. غالبيّة هذه التراتيل الشعبيّة تتمحور حول عيد الميلاد وإلى حد أقل بكثير حول عيد الفصح.
شكل عيد الميلاد على مر العصور، موضوعًا لعدد من الأناشيد والقصائد الملحنة في الكنيسة والمجتمع، بشكل عام، يعود لفترة القرون الوسطى نشوء عدد وافر من الأغاني الشعبية والترانيم الكنسيّة الشهيرة عن الميلاد مثلاً الترنيمة اللاتينية «تعال إلى جميع المؤمنين» (باللاتينية: Adeste Fidelis، نقحرة: آديستي فيديلس) ترجع كلماتها للقرن الثالث عشر، رغم أن موسيقاها الحالية وضعت في منتصف القرن الثامن عشر؛ إلى جانب آديستي فيديليس التي تعتبر من أشهر وأقدم ترانيم الميلاد فإن عددًا آخر من الأغاني الشعبية تعود لتلك المرحلة، رغم أنها ليست بالضرورة مرتبطة بالكنيسة ورجالها. بعض الترانيم رغم أنها ظهرت في فترة متأخرة من العصور الوسطى إلا أنها استعملت نصوصًا سابقة أمثال «في هذا اليوم سترقص الأرض» (باللاتينية: Personent hodie) والتي نشأت في فرنسا عام 1582 ونصوصها وموسيقاها ترقى للقرن الثالث عشر.

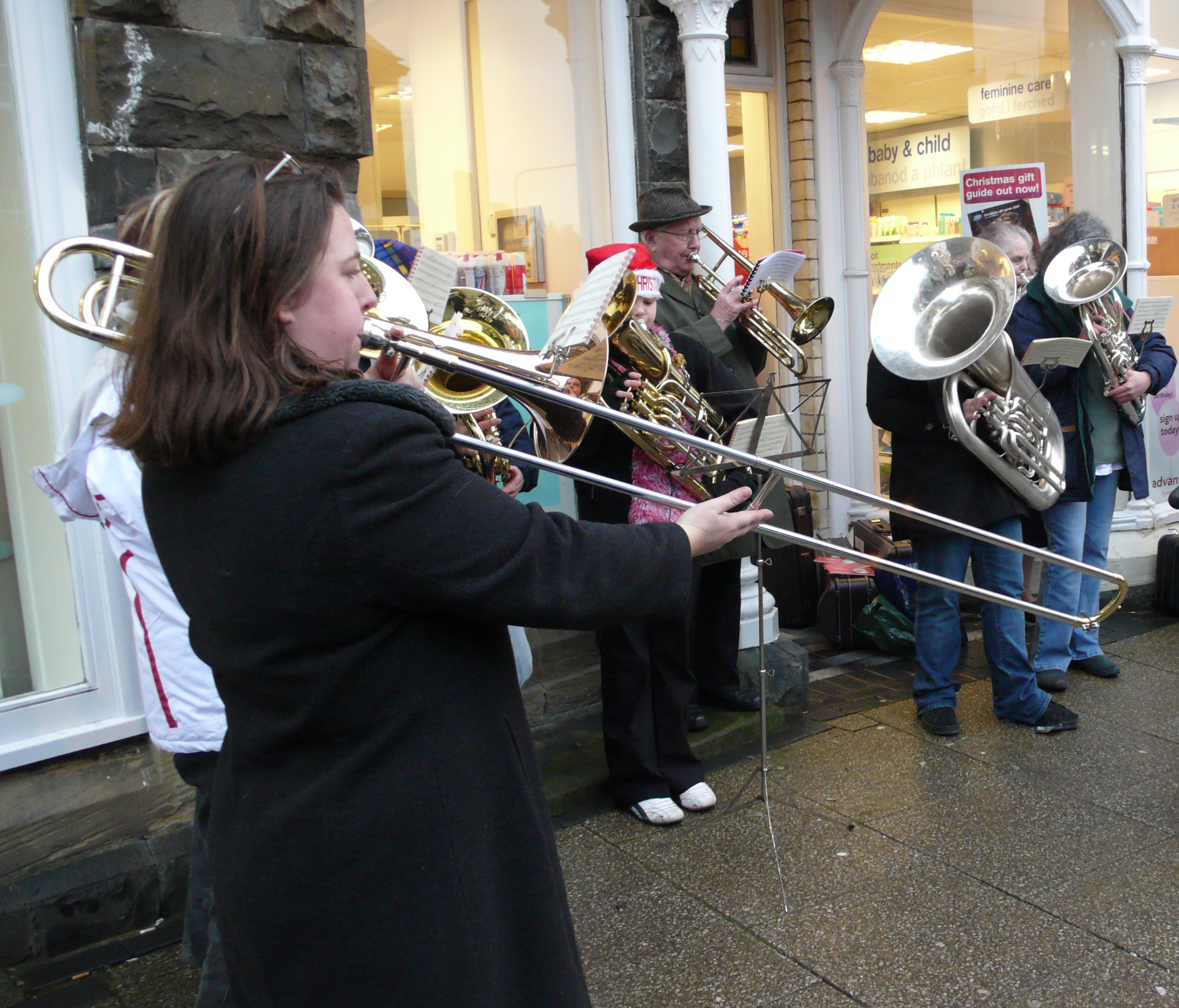
فرقة من جيش الخلاص تنشد تراتيل عيد الميلاد.

التأليف لعيد الميلاد، اكتسب زخمًا جديدًا مع الإصلاح البروتستانتي في ألمانيا وشمال أوروبا، على سبيل المثال قام مارتن لوثر بكتابة الترانيم الخاصة بالميلاد وشجع استخدامها في الاحتفالات الدينية والاجتماعية، وقد حفظت هذه الترانيم وانتشرت في المجتمعات العامة سيّما الريفيّة، ومكثت حتى القرن التاسع عشر حيّة في الذاكرة الأوروبية؛ كذلك فإنه يعود لفترة العصور الوسطى المتأخرة تلحين عدد من المزامير المنسوبة للنبي داود وجعلها خاصة بعيد الميلاد، وكانت لهذه المزامير المرنّمة أهمية خاصة في الولايات المتحدة. في عام 1818 ظهرت واحدة أخرى من أشهر ترانيم الميلاد هي «ليلة صامتة» (بالإنجليزية: Silent Night) وذلك من النمسا لمناسبة الاحتفال بعيد القديس نقولا عام 1818، وفي عام 1833 نشر بالإنكليزية كتاب خاص عن ترانيم عيد الميلاد القديمة والحديثة، شكل أول كتاب حديث مطبوع يحوي ترانيم وأغاني الميلاد الكلاسيكية باللغة الإنكليزية، وهو ما ساهم بإحياء الترانيم خلال العهد الفيكتوري. تزامن ذلك مع تزايد الأغاني الميلادية، أي تلك التي لا تمس البعد الديني للموضوع - بدأ انتشارها إلى جانب عدد وافر من أشهر أغاني الميلاد اليوم منذ أواسط القرن الثامن عشر، على سبيل المثال وضع هاندل سمفونية «هللويا» الشهيرة للمناسبة عام 1741، وظهرت الأغنية الشعبية «الفرح للعالم، جاء السيّد» (بالإنجليزية: Joy to the World) عام 1719 وظهرت «أجراس الأغنية» (بالإنجليزية: Jingle Bells، نقحرة: جينغل بيلز) عام 1857، وتكاثرت من بعدها طوال القرنين التاسع عشر والعشرين الأغاني الروحية والمدنيّة حول عيد الميلاد، بما فيها أغان تتبع موسيقى البوب والجاز وحتى الروك وسواها.

## الموسيقى الغريغورية

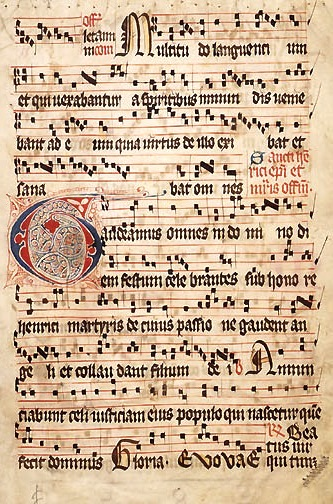
اللحن الافتتاحي، لأحدى الترانيم الغريغورية.

الموسيقى الغريغورية هي الموسيقى الدينية الأبرز في تاريخ المسيحية الغربية وهي ذي ألحان وكلمات مأخوذة من الكتاب المقدس للموسيقى الكنسية اللاتينية. وهو فن موسيقي غنائي جاد، ذو سير لحني منفرد (أحادي الصوت) غير مرافق بآلات موسيقية.
رأى البابا غريغوري الكبير (540-605)، قبل أن يعتلي كرسي البابوية عام 590، تشذيب الغناء الكنسي اللاتيني وتهذيبه؛ فجمع الأغاني الدينية الأصيلة ونظمها في كتاب «ترديد غنائي تجاوبيّ» صار مرجعًا غنائيًا كنسيًا، واتخذت الألحان اسمه «الموسيقى الغريغورية». وقد استخدم هذا الغناء بهذا الاسم للمرة الأولى في المراسم والطقوس الكنسية في نهاية القرن الثامن. وكانت تلك التراتيل الأولى أساسًا للغناء الكنسي الذي شاع في معظم البلاد المسيحية الأوربية بوساطة الرهبان المؤمنين اللاتينيين. بدأ شارلمان في فرنسا بتحديد الأغاني الدينية وتوحيدها بغية انتشار الغناء الغريغوري، فألغى الغناء «الغاليكاني» (نوع من الموسيقى الدينية الفرنسية)، والترانيم «المستعربة» (موسيقى دينية إسبانية قديمة للمستعربين المسيحيين الذين خضعوا للحكم العربي الأندلسي) من الطقوس الدينية، واتخذ الغناء الغريغوري أساساً في كثير من الأديرة الأوربية المختلفة.
في نهاية القرن التاسع، ومع بداية ابتكار التدوين الموسيقي، كانت الأغاني الدينية تتناقل سماعيًا متأثرة ببعض الألحان المحلية. كما كان لأغاني الشعراء الجوالين (التروبادور)، وانتشار الموسيقى البوليفونية (متعددة الأصوات) أثر واضح في الموسيقى الغريغوري منذ القرن الحادي عشر.
ومنذ بداية القرن السادس عشر، عانى الغناء الغريغوري الانحطاط والجمود؛ إذ تشوهت الأغاني الكنسية المرافقة للمناسبات الدينية السنوية. مما جعل رؤساء بعض أديرة الرهبان الإيطاليين، في النصف الثاني من القرن التاسع عشر، يهتمون بعلاج هذا الركود. فبدؤوا بتنقيح الغناء الغريغوري ورده إلى أصوله بعد تدوينه. ففي عام 1889 بُدئ بطباعة المجموعة الغنائية الدينية المقررة ونشرها حسب «علم قراءة النصوص الموسيقية القديمة» Paléographie musicale. ودعت الحاجة بذلك إلى تصنيف الأغاني الكنسية الأصيلة وتوحيدها، وإزالة الشوائب منها. وبدأت إدارة الفاتيكان، منذ عام 1905، طباعة الأغاني الغريغورية المقررة في الطقوس الدينية، في مجموعة «منشورات الفاتيكان» والمسجلة حسب التدوين الموسيقي القديم في المدرج الموسيقي ذي السطور الأربعة Tetragramma، ورؤوس العلامات الموسيقية مربعة الشكل، ومايزال هذا التدوين الموسيقي قيد الاستخدام كنسيًا حتى اليوم.

## موسيقى مسيحية مقدسة

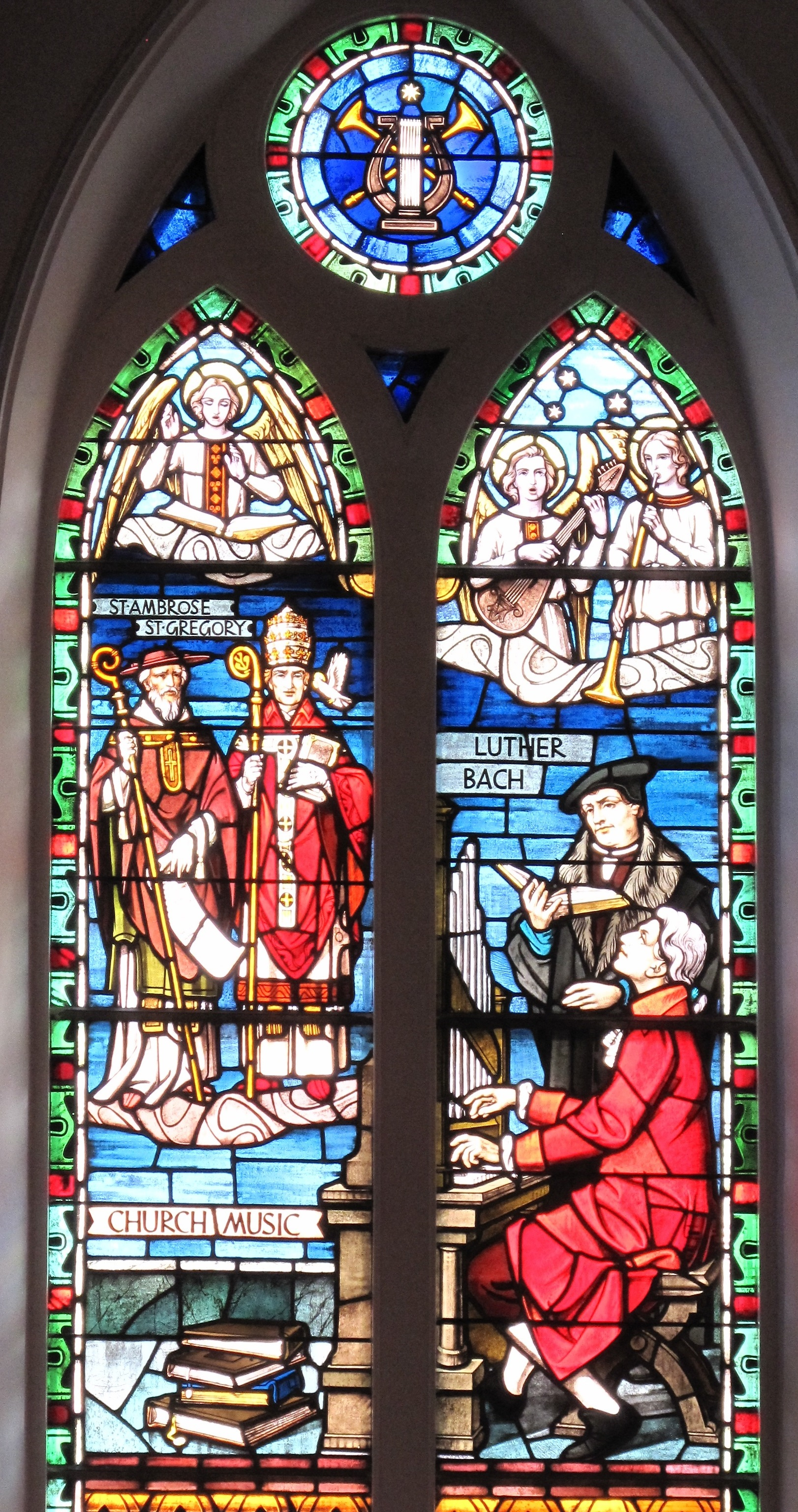
نافذة زجاجية ملونّة حول الموسيقى الكنسيّة في الكنيسة الإنجيلية اللوثرية الألمانية سانت ماثيو في تشارلستون، ساوث كارولينا.

كتب توماس الأكويني في مقدمة تعليقه على المزامير حول أهميّة الأناشيد المسيحية: "Hymnus est laus Dei cum cantico; canticum autem exultatio mentis de aeternis habita, prorumpens in vocem" (الترنيمة هي حمد الله مع أغنية؛ الأغنية هي اغتباط مسّكن للعقل على الأشياء الأبدية، متخلصَا عليها في صوت). وردت أقدم التراتيل المسيحية في حوالي سنة 64 من قِبل بولس في رسائله. وكانت هذه الترانيم باللغة اليونانية، ومن قِبل القديس باسيليوس الكبير حوالي عام 370. ظهرت التراتيل باللغة اللاتينية في نفس الوقت تقريبًا، وتأثرت بالقديس أمبروز من ميلانو. كان برودينتس وهو شاعر إسباني في أواخر القرن 4 واحدًا من أهم كتاب الترتيلة المسيحية في ذلك الوقت. ارتبط التراتيل السلتيكية المبكرة مع القديس باتريك وكولومبا.
أدى الإصلاح البروتستانتي إلى ظهور اثنين من المواقف المتضاربة حول التراتيل. النهج الأول الذي تأثر في الكالفينية حيث لم يكن للموسيقى مكانة في الأجواء الكالفينية بشكل عام. بدلاً من التراتيل استخدمت مزامير الكتاب المقدس وفي معظم الأحيان من دون مرافقة أدوات موسيقية.
النهج الثاني كان من خلال مارتن لوثر حيث ترك لوثر إرثًا غزيرًا من الترانيم، التي جاء بعضها تلحينًا لمقاطع من الكتاب المقدس، أو وحيًا من مقاطع بعينها منه. قدّم لوثر ألحانًا للطبقات العليا، وكذلك استخدم الموسيقى الشعبية، بحيث تجمّع حول ترانيمه رجال الدين والرجال العاديين والنساء والأطفال.
انتشرت ترانيم لوثر في العبادات، والمدارس، والمنازل، والساحات العامة. الكثير من ترانيم لوثر، كانت مرتبطة بمواقف معينة من حياته لاسيّما كفاحه في سبيل الإصلاح، فمناظراته مع الكنيسة الرومانيّة هي التي دفعت لتقديمه ترنيمة نشيدًا جديدًا، نرفع نحن. (بالألمانية: Ein neues Lied wir heben an) والتي ترجمت لاحقًا إلى الإنجليزية ولحنتها ماريا تيدمان عام 1875.
في عام 1524 قدّم لوثر ترنيمته العقائديّة التي تشرح وجهة نظره للمعتقدات المسيحية بعنوان نحن جميعًا نؤمن بإله واحد حقيقي (بالألمانية: Wir glauben all an einen Gott) وهي من ثلاث مقاطع تشرح إيمان الرسل، وتشكل أحد أساسات التعليم المسيحي؛ وتم توسعتها وتطويرها في مراحل لاحقة وباتت أحد أهم الاناشيد الواسعة الانتشار في الكنائس اللوثرية، كما تعتبر من أشهر الترانيم اللاهوتيّة في القرن الثامن عشر، غير أن لحنها الصعب جعل استخدامها نادرًا في القرن العشرين.
نشر الأخون تشارلز وجون ويسلي مؤسسي الميثودية ترانيم ذات أهمية ليس فقط داخل الكنيسة الميثودية ولكن في معظم الكنائس البروتستانتية. تم جمع عدد كبير من هذه الترانيم من خلال جون ويسلي. وكتتويج لعملية طويلة من إعداد كتاب الترانيم الشعبية الذي ضمّ أكثر من 525 ترنيمة. يُذكر أنّ كان جون ويسلي قد ألف أو ترجم بعض الترانيم المؤثرة، وكان تشارلز قد كتب مجموعة ضخمة من التراتيل.
وضع الأمريكيين من أصل أفريقي عدد كبير من الترانيم الروحية خلال أوقات العبودية. أدت الصحوة الكبرى الثانية في الولايات المتحدة، إلى ظهور نمط شعبي جديد من الموسيقى البروتستانتية الروحيّة أو ما تسمى بموسيقى الغوسبل وهو غناء ديني مسيحي تطوّر في الثلاثينات أولاً عند الأمريكيين الأفارقة وبيض جنوب الولايات المتحدة ثم غزا بقية العالم. أمّا المواضيع فمأخوذة من العهد الجديد. إحد أبرز هذه الترانيم ترنيمة نعمة مدهشة (بالإنجليزية: Amazing Grace)‏ وهي ترنيمة مسيحية كتبها الشاعر الإنكليزي ورجل الدين نيوتن جون (1725–1807)، ونشرت في 1779. تتضمن هذه الترنيمة رسالة توحبي بأن الغفران والخلاص ممكنين بصرف النظر عن ارتكاب الخطايا، وأنه من الممكن للروح الخلاص من اليأس من خلال رحمة الله. تعتبر أمازينغ غريس من أكثر الأغاني المعروفة في العالم الناطق باللغة الإنكليزية. كتب نيوتن هذه الترنيمة عن تجربة شخصية، حيث أنه ترعرع دون أي عقيدة دينية معينة ولكن تم تشكيل مسار حياته بمجموعة متنوعة من الصدف التي كثيرا ما كانت موضع للعصيان العنيد والتقلبات. يقول تشيس جيلبرت بأن «أمازينغ غريس هي بدون شك الترنيمة الأكثر شهرة من بين جميع الترانيم الشعبية»  ويقدر جوناثان أيتكين، كاتب السيرة نيوتن، بأن الترنيمة تغنى لحوالي 10 ملايين مرة سنوياً. شهدت ترنيمة أمازينغ غريس انتعاشًا في الشعبية في الولايات المتحدة خلال الستينات وتم تسجيلها آلاف المرات منذ ذلك الوقت.
انتشر خلال القرن التاسع عشر هذا النوع من الأغنية الدينية بسرعة داخل البروتستانتية، وإلى حد أقل ولكن لا يزال ذو تأثير واضح في الكنيسة الرومانية الكاثوليكية. هذا النوع الموسيقي غير معروف في العبادة في الكنائس الأرثوذكسية الشرقية، والتي تعتمد حصرًا على الهتافات التقليدية.

## الموسيقى المسيحية الشرقية
| أبون دبشمايو على يوتيوب ترنيمة سريانية |
| —عبير نعمة                             |

تطورت الموسيقى في الكنائس الشرقية، فظهرت في الكنائس ذات التقليد السرياني، الموسيقى الكنسية السريانية تستخدم هذه الموسيقى ثمان مقامات شرقية، ويرجأ تاريخها إلى مار أفرام السرياني. تكوّنت الموسيقى المقدّسة الخاصة بالكنيسة الأرمنيّة، ونشأت في ظروف غامضة وتطوّرت الصلوات والتراتيل الطقسية، وتعدّدت الألحان، فجُمعت في ثماني فرق. ولكن فعليا ً، هناك أكثر من عشرين فرقة نغميّة متداولة في الطقس الأرمنيّ، وهي محفوظة تراثيّا ً وشفهيا ً، أيّ أنّ كلّ مركز كنسيّ هامّ له تراثه الشفهي الخاص لهذه الألحان.
وتطورت الموسيقى الكنسية البيزنطية في الكنيسة الأرثوذكسية الشرقية وهي موسيقى صوتية بالكلية ولم تستعمل الآلات الموسيقية كما أنها آحادية الصوت مقابل تعدد الأصوات. المؤرخ تيارد تيلرد يقول أن الموسيقى البيزنطية كانت صوتية وكانت ترتل من قِبَل مرتل أو جوقة مدربة على الترتيل بتناغم.
وأثّرت الموسيقى البيزنطية على الموسيقى الروسية والأوكرانية والبلغارية والرومانية والصربية وغيرها من دول البلقان وأوروبا الشرقية وتبّنت عناصر موسيقية محلية شعبية، وعُرفت خلال القرن 15 والقرن 17 عصرها الذهبي حيث وصلت إلى أوج ازدهارها وانتشرت مدارس الموسيقى الليتورجية في جميع أرجاء أوروبا الشرقية ودول البلقان، وابتكر الملحنيين الأرثوذكس موسيقى كنيسة من ثمان مقامات تختلط فيها الموسيقة الكنيسة البيزنطية-اليونانية وعناصر موسيقية من اللغات المحليّة.
ظهرت في الكنيسة القبطية الأرثوذكسية الموسيقى الكنسيّة القبطية وهي من هي أقدم موسيقي كنسية موجودة، وقد وصفها عالم الموسيقي الإنجليزي، ايرنست نيولاند سمث، بجامعات أكسفورد ولندن:

### الموسيقى البيزنطية
| قدوس الله، قدوس القوي على يوتيوب ترنيمة بيزنطية |
| —فرقة ترانيم يونانية                            |

الموسيقى البيزنطية (باليونانية: Βυζαντινή Μουσική). هي الموسيقى الدينيّة التي نشأت في الإمبراطورية البيزنطية وفي البلاط الإمبراطوري في مدينة القسطنطينية. تعد الموسيقى البيزنطية نظام موسيقي عريق بدأ مع بداية المسيحية وتطور باستمرار عبر التاريخ ويستمر إدخال التطويرات والتعديلات الطفيفة عليه حتى اليوم، ولكن بنوع من الحذر. يستعمل هذا النظام الموسيقي في الكنائس الأرثوذكسية الشرقية وعدد من الكنائس الكاثوليكية الشرقية ذات التقاليد البيزنطية ويدعى هذا النظام الموسيقي “البيزنطي” وذلك لأنه يشير إلى الحضارة البيزنطية وقد أخذت اسمها من اسم المدينة “بيزنطة” وهي المدينة التي شيدت مكانها مدينة القسطنطينية. ولا تزال تعتبر الموسيقى البيزنطية أقدم نوع من الموسيقى الموجودة. المؤرخين اليونانيين يتفقون على أن نغمات الموسيقى الكنسيّة ترتبط بصفة عامة ارتباط وثيق مع الموسيقى البيزنطية.
الموسيقى البيزنطية قائمة على ثمانية ألحان (أو مقامات، يتميز كل منها بقرار وجواب ومحطات)، حيث أربعة منها أساسية وأربعة أخرى تدعى الألحان «الشقيقة». كما أن هناك تعدد في النظريات والمبادئ بين مدرسة (منهج، مذهب...) وأخرى؛ فمثلا تقضي نظرية سيمون كاراس بأن الألحان الثمانية هي مربعة الأوتار (أي أنها تدور حول أربعة نوطات بشكل أساسي). بينما تقضي نظرية أخرى، نظرية "Monumenta Musicae Byzantinae" وهي أقدم ومنطقية أكثر (وهي النظرية التقليدية والمعتمدة لدى غريغوريوس ستاثيس عميد كلية الموسيقى في أثينا)، بأن الألحان الأساسية مربعة الأوتار، أما الألحان الشقيقة فهي مخمسة الأوتار.
النغمات المستخدمة في الموسيقى البيزنطية هي سبعة على غرار الموسيقى الغربية والموسيقى الشرقية. أما أسماؤها فهي مختلفة: ني (Νη)، با (Πα)، فو (Βου)، غا (Γα)، ذي (Δι)، كه (Κε)، زو (Ζω)؛ فتكون نغمة «ني» موازية لنغمة «دو» ونغمة «زو» موازية لنغمة «سي»، في الموسيقى الغربية.
أما من ناحية السلالم القائمة على هذه النغمات السبعة، فالسلالم الأساسية المستخدمة في الموسيقى البيزنطية هي أربعة:
السلم الذياتونيكي (وهو «أبو السلالم» وأقدمها)، والسلم الإنرموني، والسلمان الخروماتيكيان اللين والقاسي.
وحدة القياس المستعملة في سلالم الموسيقى البيزنطية هي الكومة (le coma).

## الموسيقى المسيحية الغربية

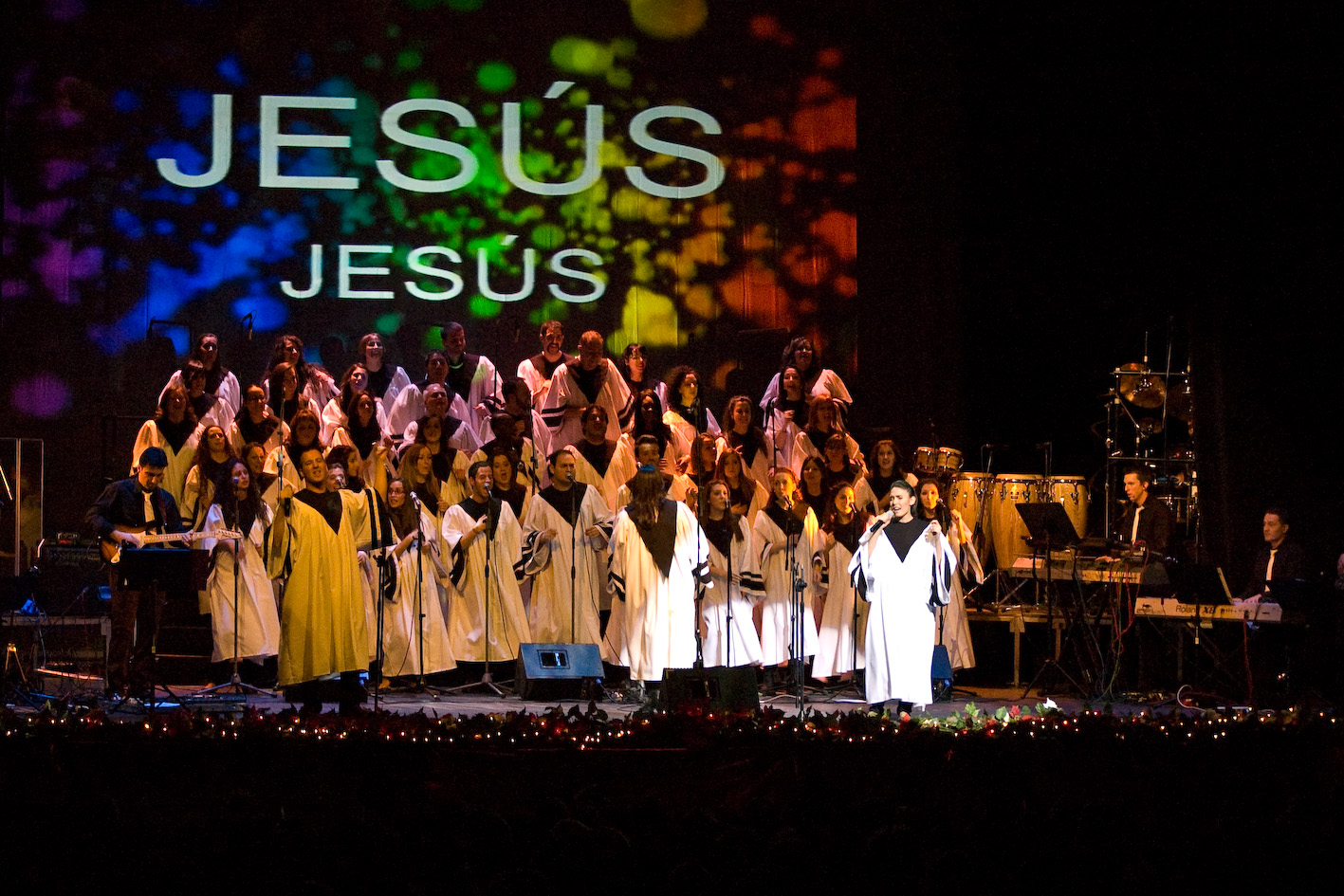
جوقة بروتستانتية في البرازيل.

بلغت الموسيقى الغربية مع الكنيسة ذروة مجدها من ناحيتي الأداء الغنائي وانتشار العلوم والبحوث والدراسات الموسيقية. فالرهبان وضعوا أول أشكال تدوين الموسيقى الغربية الحديثة من أجل توحيد القداس الكنسي في جميع أنحاء العالم، وقد ألف عدد هائل من الموسيقى الدينية على مر العصور. أدى هذا مباشرة إلى نشوء وتطور الموسيقى الكلاسيكية الأوروبية، والعديد من مشتقاته. وشجعت الكنيسة الكاثوليكية على وجه الخصوص النمط الباروكي، وشمل ذلك الموسيقى والفن والعمارة، وذلك في مرحلة ما بعد الإصلاح البروتستانتي فقد شجعت الكنيسة هذا النوع الديني من الفنون كوسيلة لتحريك العاطفة، ما أدى إلى تحفيز الحماس الديني.
قائمة كبيرة من الملحنين والموسيقيين الذين انتجوا أعمال فنية سميت «بالموسيقى المقدسة» والتي لها مكانة بارزة في الثقافة الغربية وشهرة واسعة النطاق، بعضها تخص الكنيسة الكاثوليكية كقصيدة «إلى السعادة» للودفيج فان بيتهوفن، اوبرا «افي فيروم كوربوس» لفولفغانغ أماديوس موتسارت؛ والعمل الفني الشهير «السلام عليك يا مريم» لفرانز شوبرت، عمل سيزار فرانك في «الخبز الملائكي»، أنطونيو فيفالدي في اوبرا «المجد لله».
وبعضها الآخر موسيقى تخص الكنائس البروتستانتية كسمفونية هللويا لجورج فريدريك هاندل والعديد من أعمال يوهان سباستيان باخ وأوراتوريو الخلق وأوراتوريو الفصول لجوزيف هايدن.
في العصور الحديثة ظهر نوع جديد من الموسيقى المسيحية داخل البروتستانتية مثل موسيقى الغوسبل وهي نوع من الغناء الأنجيلي المسيحي الذي تطوّر في الثلاثينات أولاً عند الأمريكيين الأفارقة وبيض جنوب الولايات المتحدة ثم غزا بقية العالم. معنى كلمة غوسبل بالإنكليزية «الإنجيل» أو «البشارة». وهو أسلوب يعتمد على أصوات الجوقة وصفق الأيدي وما إلى ذلك. أمّا المواضيع فمأخوذة من العهد الجديد.
كما وظهر نوع جديد في التيار الإنجيلي مثل الروك المسيحي وهو نوع من موسيقى الروك، يغنى في الفرق التي أعضائها مسيحيون والذين غالباً ما تركز كلماتهم على الإيمان المسيحي. يختلف مدى الكلمات المسيحية بين الفرق.